# Michael Foreman
Michael James Foreman (ur. 29 marca 1957 w Columbus, stan Ohio, USA) – amerykański inżynier, pilot wojskowy, komandor United States Navy, członek korpusu astronautów NASA, uczestnik dwóch misji kosmicznych.

## Wykształcenie oraz praca zawodowa
- 1975 – ukończył szkołę średnią (Wadsworth High School) w Wadsworth, stan Ohio.
- 1979 – został absolwentem Akademii Marynarki Wojennej Stanów Zjednoczonych w Annapolis (United States Naval Academy), stan Maryland, otrzymując licencjat z aeronautyki. Następnie rozpoczął czynną służbę w marynarce.
- 1981 – po odbyciu szkolenia lotniczego w bazach Pensacola (Floryda) oraz Corpus Christi (Teksas) został pilotem 23 eskadry patrolowej (Patrol Squadron Twenty-Three) stacjonującej w bazie Brunswick w stanie Maine.
- 1986 – został absolwentem Podyplomowej Szkoły Marynarki Wojennej (U.S. Naval Postgraduate School) w Monterey, stan Kalifornia i uzyskał tytuł magistra w dziedzinie inżynierii lotniczej i kosmicznej. Później został skierowany do służby na lotniskowcu USS Coral Sea (CV-43) mającego port macierzysty w Norfolk, stan Wirginia. Był asystentem oficera ds. operacji powietrznych. Latał również na samolocie E-2 w eskadrach wczesnego ostrzegania VAW-120 i VAW-127.
- 1990 – w czerwcu ukończył szkołę dla pilotów doświadczalnych sił morskich (USNTPS - United States Naval Test Pilot School) w bazie Patuxent River w stanie Maryland. Po jej ukończeniu został przeniesiony do dyrektoriatu testów uzbrojenia lotniczego (Force Warfare Aircraft Test Directorate).
- 1991 – powrócił do USNTPS, gdzie został instruktorem i oficerem operacyjnym. Uczył latać na samolotach F-18, P-3, T-2, T-38, U-21, U-6 oraz szybowcu X-26.
- 1993-1998 – przeniesiono go do dowództwa morskich systemów lotniczych (Naval Air Systems Command) w Crystal City, stan Wirginia. Pełnił tam funkcję głównego inżyniera (Chief Engineer) programu T-45 Goshawk(inne języki). Później powrócił do Patuxent River, gdzie pełnił funkcję wojskowego dyrektora grupy naukowo-badawczej w centrum uzbrojenia lotnictwa sił morskich. Jednocześnie był przedstawicielem marynarki wojennej w Johnson Space Center. Zanim trafił do korpusu astronautów pracował nad przygotowaniem kokpitu dla przyszłych samolotów kosmicznych.
- 2009 – w czerwcu opuścił US Navy i przeszedł w stan spoczynku.

Na ponad 50 typach samolotów wylatał ponad 7000 godzin.

## Praca w NASA i kariera astronauty
- 1998 – 4 czerwca został przyjęty do korpusu amerykańskich astronautów (NASA-17(inne języki)) jako kandydat na specjalistę misji. W sierpniu rozpoczął specjalistyczne szkolenie.
- 2000 – zakończył kurs podstawowy, po którym otrzymał przydział do Biura Astronautów NASA do Wydziału Stacji Kosmicznej (Space Station Branch).
- 2002 – w grudniu otrzymał przydział do załogi STS-120, który był zaplanowany na wiosnę 2004. Katastrofa promu Columbia spowodowała jednak konieczność całkowitej zmiany harmonogramu lotów.
- 2006 – w czerwcu oficjalnie ponownie wyznaczono go specjalistą misji lotu STS-120.
- 2007 – 29 stycznia został przeniesiony do załogi przygotowywanej do lotu STS-123. Foreman otrzymał funkcję specjalisty misji.
- 2008 – 11 marca wystartował wziął udział w misji STS-123 wahadłowca Endeavour. Podczas tej wyprawy do Międzynarodowej Stacji Kosmicznej (ISS) dołączono japoński moduł Kibō oraz kanadyjski manipulator Special Purpose Dexterous Manipulator.
- 2009 – 16 listopada wystartował do swojej drugiej, 11-dniowej, misji kosmicznej na pokładzie wahadłowca Atlantis (lot STS-129).

## Nagrody i odznaczenia
- Legion of Merit
- Defense Meritorious Service Medal
- Meritorious Service Medal
- Navy Commendation Medal
- Navy Achievement Medal
- Universal Astronaut Insignia za lot orbitalny (nr 470) – Stowarzyszenie Uczestników Lotów Kosmicznych (Association of Space Explorers(inne języki))[1]

## Wykaz lotów
| Loty kosmiczne, w których uczestniczył Michael J. Foreman                | Loty kosmiczne, w których uczestniczył Michael J. Foreman | Loty kosmiczne, w których uczestniczył Michael J. Foreman | Loty kosmiczne, w których uczestniczył Michael J. Foreman | Loty kosmiczne, w których uczestniczył Michael J. Foreman | Loty kosmiczne, w których uczestniczył Michael J. Foreman | Loty kosmiczne, w których uczestniczył Michael J. Foreman |
| №                                                                        | Data startu                                               | Data lądowania                                            | Statek kosmiczny                                          | Funkcja                                                   | Czas trwania                                              |                                                           |
| ------------------------------------------------------------------------ | --------------------------------------------------------- | --------------------------------------------------------- | --------------------------------------------------------- | --------------------------------------------------------- | --------------------------------------------------------- | --------------------------------------------------------- |
| 1                                                                        | 11 marca 2008                                             | 27 marca 2008                                             | STS-123 Endeavour F-21                                    | Specjalista misji (MS-3)                                  | 15 dni 18 godzin 10 minut i 52 sekundy                    |                                                           |
| 2                                                                        | 16 listopada 2009                                         | 27 listopada 2009                                         | STS-129 Atlantis F-31                                     | Specjalista misji (MS-3)                                  | 10 dni 19 godzin 16 minut i 10 sekund                     |                                                           |
| Łączny czas spędzony w kosmosie — 26 dni 13 godzin 27 minut i 2 sekundy. |                                                           |                                                           |                                                           |                                                           |                                                           |                                                           |